# Liste der Gebietsänderungen in Sachsen 2014
Die Liste der Gebietsänderungen in Sachsen 2014 enthält Änderungen an Gemeindegebieten des Freistaats Sachsen in der Zeit vom 1. Januar 2014 bis zum 31. Dezember 2014. Dazu zählen unter anderem Zusammenschlüsse und Trennungen von Gemeinden, Eingliederungen von Gemeinden in eine andere, Änderungen des Gemeindenamens und Umgliederungen von Teilen einer Gemeinde in eine andere.

In Sachsen kam es im Jahr 2014 zu sechs Gemeindegebietsänderungen, davon fünf Eingliederungen und eine Neubildung von Gemeinden. Alle damals entstandenen Gemeinden existieren noch heute.

## Legende
- Datum: juristisches Wirkungsdatum der Gebietsänderung
- Gemeinde vor der Änderung: Gemeinde vor der Gebietsänderung
- Gebietsänderung: Art der Gebietsänderung
- Gemeinde nach der Änderung: Gemeinde nach der Gebietsänderung
- Landkreis: Landkreis der Gemeinde nach der Gebietsänderung
- OT: Ortsteil

Die Sortierung erfolgt chronologisch: Datum, kreisfreie Städte, Landkreise, aufnehmende oder neu gebildete Gemeinde. Heute noch bestehende Gemeinden sind farbig unterlegt.

## Liste der Gebietsänderungen
| Datum      | Gemeinde vor Änderung | Gebietsänderung    | Gemeinde nach Änderung | Landkreis                        |
| ---------- | --- | ------------------ | ---------------------- | -------------------------------- |
| 01.01.2014 | Lengefeld mit Kalkwerk, Lippersdorf, Obervorwerk, Rauenstein, Reifland, Stolzenhain, Vorwerk, Wünschendorf, Pockau mit Forchheim, Görsdorf, Nenningmühle, Wernsdorf | Neubildung von     | Pockau-Lengefeld       | Erzgebirgskreis                  |
| 01.01.2014 | Erlbach mit Eubabrunn, Gopplasgrün, Wernitzgrün | Eingliederung nach | Markneukirchen         | Vogtlandkreis                    |
| 01.01.2014 | Sohland a. Rotstein | Eingliederung nach | Reichenbach/O.L.       | Görlitz                          |
| 01.01.2014 | Ketzerbachtal mit Abend, Bodenbach, Gallschütz, Gruna, Höfgen, Karcha, Klessig, Kreißa, Leippen, Lösten, Mutzschwitz, Neubodenbach, Noßlitz, Oberstößwitz, Pinnewitz, Priesen, Raußlitz, Rhäsa, Rüsseina, Saultitz, Schänitz, Schrebitz, Stahna, Starbach, Wolkau, Zetta, Ziegenhain, Leuben-Schleinitz mit Badersen, Dobschütz, Eulitz, Graupzig, Leuben, Lossen, Mertitz, Mettelwitz, Perba, Praterschütz, Pröda, Raßlitz, Schleinitz, Wahnitz, Wauden | Eingliederung nach | Nossen                 | Meißen                           |
| 01.01.2014 | Schmiedeberg mit Ammelsdorf, Dönschten, Hennersdorf, Naundorf, Obercarsdorf, Oberpöbel, Sadisdorf, Schönfeld | Eingliederung nach | Dippoldiswalde         | Sächsische Schweiz-Osterzgebirge |
| 01.07.2014 | Deutzen | Eingliederung nach | Neukieritzsch          | Leipzig                          |

## Quelle
- Statistisches Landesamt Sachsen: Gebietsänderungen ab 1. Januar 2010 bis 31. Dezember 2019 (XLSX-Datei; 90 kB)